# Fáelán de St Fillans
 Fáelán de St Fillans (Fáelán, Fóelán, Fillan) (c. 730-740.) saint écossais  actif au VIIIe siècle

## Biographie
La fête de Fáelán est célébrée dans le Martyrologe d'Óengus (c.800) le 20 juin il est associé dans des notes postérieurs au Strathearn en Écosse. Le bréviaire d'Aberdeen, qui le célèbre le 9 janvier l'identifie comme le fils de Kentigerna une fille du roi de Leinster Cellach Cualann mac Gerthidi, qui avait émigré avec son frère Comgán et son fils Fáelán à Strathfillan en Écosse et ensuite seule vers le Loch Lomond. La même source indique que par inspiration divine Fáelán abandonne sa mère et son oncle et s'établit à Glendeochquhy (peut-être Glen Dochart) dans le Perthshire où il bâtit une église. Les sanctuaires d' Aberdour et de Pittenween sur la rives nord du Firth of Forth, de Forgan dans le nord-est du Fife et de St Fillans à l’extrémité est du Loch Earn sont également associés à Fáelán   
William Forbes Skene estimait qu'un scot nommé Fáelán était un disciple d'un saint irlandais du début du VIe siècle Ailbe d'Emly  mais le nom de Fáelán est présent parmi les membres de la lignée aristocratique du Leinster dont est issue  sa mère putative Kentigerna et l'existence même de cette dernière ne peut être mise en doute. Il est toutefois possible qu'une confusion soit survenue entre deux saints Fáelán homonymes l'un fêté le 9 janvier et l'autre le 20 juin.
En effet outre  Fáelán de Fosse en Belgique (mort vers 655) on connait également Fáelán de Fertullagh dans l'actuel comté de Westmeath avec qui il partage comme jour de fête le 9 janvier car ce dernier est célébré par le Félire Óengusso le 9 janvier et le martyrologe de Tallagh « .U. IDUS. IANUARII » c'est-à-dire le 9 janvier.